# Lunar Topophotomap

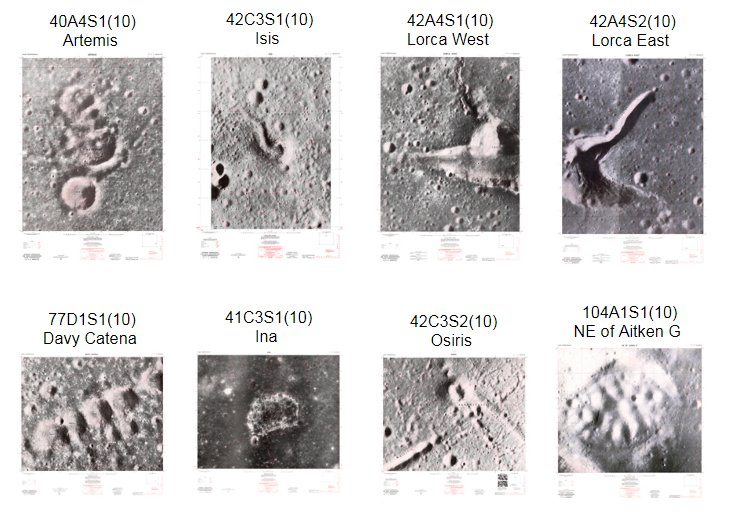
Colección de las ocho hojas del Lunar Topophotomap a escala 1/10.000

El Lunar Topophotomap es una colección de planos topográficos de la Luna, confeccionados en 1974 para la NASA por la Defense Mapping Agency (la DMA, una agencia del Gobierno de los Estados Unidos que en 1972 absorbió los principales organismos dedicados a editar los planos de la Luna en conexión con el programa Apolo: el Aeronautical Chart Information Center y el U .S. Army Map Service).
Los planos desarrollan la cartografía de un conjunto de sectores concretos de la Luna a distintas escalas (1/10.000; 1/25.000 y 1/50.000), en la que se han superpuesto a fotografías de la superficie del satélite una serie de curvas de nivel, mediante las que se representa la altimetría del relieve lunar. Este sistema de representación se corresponde con su nombre en inglés, Topophotomap, que hace alusión precisamente a un tipo de planos topográficos que utilizan curvas de nivel superpuestas sobre fotografías.
Esta serie de planos ocupa un lugar notable en la historia de la nomenclatura lunar, puesto que numerosas denominaciones de elementos del relieve del satélite utilizados originalmente en esta colección de planos, fueron posteriormente adoptados oficialmente por la Unión Astronómica Internacional.  
Actualmente toda la colección de planos está digitalizada, y se puede acceder a ella libremente en la web del Lunar and Planetary Institute (Enlace a la página de descarga).

## Historia
El Lunar Topophotomap se desarrolló como una extensión del Lunar Topographic Orthophotomap (LTO), un ambicioso proyecto mediante el que se cartografió en la década de 1970 la superficie de la Luna a escala 1/250.000, de acuerdo con la división de sectores establecida mediante la Lunar Astronautical Chart (LAC) por los servicios de cartografía espacial de las Fuerzas Aéreas de los Estados Unidos en la década de 1960, basándose en los trabajos de las distintas misiones del programa Lunar Orbiter. Utilizando los datos de precisión tomados por la misión Apolo 15, se representaron con mayor detalle una serie de regiones lunares de especial interés topográfico por su particular configuración. Tanto el Lunar Topophotomap como el LTO utilizaron denominaciones propias para designar determinados elementos del relieve lunar, denominaciones que en algunos casos fueron posteriormente incorporadas a la nomenclatura oficial de la Unión Astronómica Internacional.

## Características
Estos planos lunares son una extensión de la serie LTO de gráficos lunares preparados para la NASA por el DMA. Utilizan esencialmente el mismo formato (curvas de nivel superpuestas sobre fotografías tomadas por el programa Apolo), cubriendo algunas secciones pequeñas de especial interés dentro de las hojas de la serie general de planos a mayor escala. No parece haber un patrón definido para nombrarlos, aparte del número de la serie LTO seguido de un sufijo "S" y un número. También varían en tamaño, escala y posición dentro de la distribución de planos del LTO.
|  |  |

La colección de planos está formada por:
- Planos a escala 1/10.000: 8 hojas, centradas en zonas que presentan particularidades en su relieve de detalle, como la Catena Davy o los pequeños cráteres Isis, Osiris o Artemis.
- Planos a escala 1/25.000: 3 hojas, centradas en la Rupes Boris y en los cráteres Boris y Timocharis.
- Planos a escala 1/50.000: 30 hojas, centradas en diversos elementos notables del relieve lunar, como las zonas de alunizaje de las misiones Apolo 15, Apolo 16 y Apolo 17; o los cráteres Lalande o Van Biesbroeck.

Según se especifica en la leyenda de los propios planos:
- Las elevaciones de los planos y de las curvas de nivel están deducidas a partir del centro de masas de la Luna, desde el que se establece una cota cero con un radio arbitrario de 1.730.000 m. Por ejemplo, a un punto con un radio de 1.735.200 m le correspondería una cota de 5.200 m (deducida de restar ambas cantidades).
- Proyección Transversal Mercator. El Datum de la proyección fue establecido por triangulación fotogramétrica, basada en efemérides de la misión Apolo 15 de 1971.

## Denominaciones adoptadas por la UAI
La UAI adoptó oficialmente numerosas designaciones de elementos del relieve lunar utilizadas originalmente en los planos del Lunar Topophotomap. Entre ellas, pueden destacarse las relacionadas con los puntos de alunizaje de las misiones Apolo 15, 16 y 17:
- Misión Apolo 15:[4] Apennine Front, North Complex, South Cluster, Plain, Terrace, Bridge (cráter), Dune (cráter), Earthlight (cráter), Elbow (cráter), Index (cráter), Last (cráter), Spur (cráter) y St. George (cráter),
- Misión Apolo 16:[5] Baby Ray (cráter), Cinco (cráter), End, Flag (cráter), Gator (cráter), Halfway (cráter), Kiva (cráter), North Ray (cráter), Palmetto (cráter), Plum (cráter), Ravine, Smoky Mountains, South Ray (cráter), Spook (cráter), Spot, Stone Mountain, Stubby (cráter), Trap y Wreck
- Misión Apolo 17:[6] Taurus-Littrow Valley, Bear Mountain, Family Mountain, Light Mantle, North Massif, Scarp, Sculptured Hills, South Massif, Tortilla Flat, Wessex Cleft, Brontë (cráter), Bowen-Apollo (cráter), Camelot (cráter), Cochise (cráter), Emory (cráter), Falcon (cráter), Hess-Apollo (cráter), Horatio (cráter), Lara (cráter), Mackin (cráter), Nansen-Apollo (cráter), Powell (cráter), Shakespeare (cráter), Sherlock (cráter), Shorty (cráter), Steno-Apollo (cráter), Trident (cráter), Van Serg (cráter) y Victory (cráter).